# 조우진 (래퍼)
조우진(1995년 ~)은 대한민국의 래퍼다. 2014년 싱글 [Touchdown]으로 데뷔했다.

## 방송
- 쇼미더머니2 (2013) - Top14
- 쇼미더머니777 (2018) - 2차 예선 탈락

## 음반
- Touchdown (2014)
- Inception (2015)
- Love Yourself (2015)
- Cure Myself (2015)